# Traian Berbeceanu
Traian Berbeceanu (n. 16 mai 1968, Deva, Hunedoara, România; poreclit „Comisarul Cattani”) este un fost polițist român ieșit la pensie (comisar-șef în rezervă). Actual șef de cabinet al ministrului de interne. Acesta a fost numit în funcția de prefect al capitalei in data de 23 octombrie 2020.

## Biografie
A fost șef al Brigăzii de Combatere a Criminalității Organizate (BCCO) Alba Iulia. A fost "Polițistul anului" în 2007 si 2013 la categoria "Combaterea Criminalității Organizate" și Polițistul anului 2013.

## Cazul Berbeceanu
După ce a fost acuzat că a sprijinit o grupare infracțională specializată în evaziune fiscală cu produse petroliere si care a generat un prejudiciu de 3,5 milioane de lei (Berbeceanu a fost acuzat de favorizarea infractorului) a fost trimis în judecată. A fost achitat, în prima instanță, pe 30 iunie 2016 si in martie 2018 a început judecata in apel. In august 2019 inca nu este dată o decizie definitivă. In timpul cat Berbeceanu a fost investigat si judecat, acuzatorii lui erau, la randul lor, investigati de Directia Nationala Anticoruptie (DNA) pentru, printre altele, abuz in serviciu. Investigatia impotriva lui Ioan Muresan - procuror, Nicolaie Cean - procuror si Alin Muntean - polițist în echipa lui Berbeceanu a pornit de la probele furnizate de Berbeceanu, înregistrări ambientale și înscrisuri, care dovedeau că acuzațiile care i-au fost aduse de către procurorii DIICOT au la bază probe strânse prin influențarea denunțătorilor, manipulări, amenințări și "mituiri" ale acestora. Cei trei implicati în acest caz (Ioan Mureșan, procurorul-șef al DIICOT, procurorul Nicolaie Cean, fost la DIICOT, acum angajat la Parchetul Tribunalului Alba, și Alin Muntean, ofițer de poliție judiciară la BCCO Alba) au fost condamnați în primă instanță la 7 ani, 2 ani si respectiv 4 ani, toate pedepsele cu executare. Urmeaza si in cazul lor apelul.
Între 2020-2021 el a ocupat funcția de Prefect al Capitalei.

## Vezi și
- Corupția în România

## Legături externe
- Traian Berbeceanu, de la "Comisarul Cattani" la luptătorul anti-sistem. Mircia Muntean e pe lista neagră a polițistului, 6 ianuarie 2014